# Annerys Vargas
Annerys Victoria Vargas Valdez (Santo Domingo, 7 de agosto de 1981) es una jugadora de voleibol que compite por la República Dominicana, quien ganó la medalla de oro con la selección nacional en los Juegos Panamericanos de 2003, celebrados en la capital dominicana. En estos juegos fue premiada Mejor Servicio y Mejor Bloqueo. Más tarde ese año, ganó el premio al Mejor Bloqueo y la Medalla de Bronce en el Campeonato Norceca 2003.
Se unió al equipo puertorriqueño Vaqueras de Bayamón de la Liga de Voleibol Superior Femenina, para las temporadas 2005 y 2006. Fue seleccionada entre el «Equipo Ofensivo» para la temporada del 2005 y ganó el premio al «Mejor Bloqueo» y seleccionada entre el «Equipo de Estrellas» para la temporada del 2006. Mientras jugaba en Puerto Rico, donde era todo un ídolo, perdió uno de sus zapatos deportivos y un fan saltó rápidamente a la cancha y lo recogió, y tuvo que terminar el juego con solo uno de sus zapatos.
En el torneo de voleibol durante los Juegos Centroamericanos y del Caribe 2006, fue seleccionada como «Jugadora Más Valiosa», «Mejor Bloqueo» y «Mejor Servicio» a la vez que ganaba la medalla de oro con su selección nacional. Después de una temporada 2006 muy exitosa, fue escogida en la República Dominicana como la «Atleta del Año» en voleibol.
Para la temporada 2006-2007, se unió al equipo español Grupo 2002 Murcia, equipo con el cual conquistó la Copa de la Reina, La Supercopa y la Liga. Celebrando el título de Liga, Annerys junto a sus compañeras, se bañaron en la fuente de la Plaza Circular de Murcia. Durante esta misma temporada, ganó con su equipo la copa CEV Top Teams 2007.
Participó con su selección nacional en el Torneo Mundial de Clasificación Olímpica, quedando su equipo en el 4.º lugar, sin clasificar a los Juegos Olímpicos de Pekín 2008. Ella fue seleccionada como «Mejor Bloqueo» en este torneo.
Ganó la Copa CEV Challenge 2008 con el equipo turco Vakifbank Gunes Sigorta Stambuł, siendo galardonada con el premio del «Mejor Bloqueo».

## Clubes
- Simón Bolívar (1996-1998)
- Modeca (1999-2002)
- Los Cachorros (2003-2004)
- Modeca (2005)
- Bameso (2006)
- Vaqueras de Bayamón (2005-2006)
- Grupo 2002 Murcia (2006-2007)
- Vakifbank Gunes Sigorta Stambuł (2007-2008)
- La Romana (2008)
- Criollas de Caguas (2009)
- Usiminas/Minas (2009-2010)
- Criollas de Caguas (2011)

## Palmarés

### Individual
- Juegos Panamericanos 2003: «Mejor Servicio».
- Juegos Panamericanos 2003: «Mejor Bloqueo».
- Campeonato NORCECA 2003: «Mejor Bloqueo».
- Liga de Voleibol Superior Femenina de Puerto Rico 2005: «Equipo Ofensivo».
- Liga de Voleibol Superior Femenina de Puerto Rico 2006: «Equipo de Estrellas».
- Liga de Voleibol Superior Femenina de Puerto Rico 2006: «Mejor Bloqueo».
- Juegos Centroamericanos y del Caribe 2006: «Jugadora Mas Valiosa».
- Juegos Centroamericanos y del Caribe 2006: «Mejor Bloqueo».
- Juegos Centroamericanos y del Caribe 2006: «Mejor Servicio».
- Atleta del Año de la República Dominicana 2006: «Mejor Jugadora de Voleibol».
- Torneo de Clasificación Olímpica 2008: «Mejor Bloqueo».
- Copa CEV Challenge 2007-09: «Mejor Bloqueo».
- Juegos Centroamericanos y del Caribe 2010: «Mejor Bloqueo».
- Campeonato Mundial de Clubes 2010: «Mejor Bloqueo».

### Selección femenina de voleibol de la República Dominicana
- Copa de Grandes Campeones:
  -  Medalla de Bronce. Tokio/Fukuoka 2009.

- Copa Panamericana:
  -  Medalla de Oro. Rosarito/Tijuana 2010.
  -  Medalla de Oro. Mexicali/Tijuana 2008.
  -  Medalla de Plata. Miami 2009.
  -  Medalla de Plata. Santo Domingo 2005.
  -  Medalla de Bronce. Colima 2007.

- Juegos Panamericanos:
  -  Medalla de Oro. Juegos Panamericanos de Santo Domingo 2003.
  -  Medalla de Oro. Juegos Panamericanos de Lima 2019.

- Campeonato Continental NORCECA:
- Medalla de Oro. Bayamón 2009.
- Medalla deBronce. Santo Domingo 2003.
- Medalla de Bronce. Puerto España 2005.

- Juegos Centroamericanos y del Caribe:
  -  Medalla de oro. Juegos Centroamericanos y del Caribe de 2002.
  -  Medalla de oro. Juegos Centroamericanos y del Caribe de 2006.

- Copa Final Four:
  -  Medalla de Plata. Fortaleza 2008.
  -  Medalla de Bronce. Lima 2009.

### Clubes
- Supercopa de España 2006:  campeona, con Grupo 2002 Murcia.
- Copa CEV Top Teams 2007:  campeona, con Grupo 2002 Murcia.
- Copa de la Reina 2007:  campeona, con Grupo 2002 Murcia.
- Superliga de España 2007:  campeona, con Grupo 2002 Murcia.
- Copa CEV Challenge 2008:  campeona, con VakıfBank Güneş Sigorta Estambul.